# Avesnelles
Avesnelles település Franciaországban, Nord megyében. Lakosainak száma 2254 fő (2022. január 1.). Avesnelles Sémeries, Avesnes-sur-Helpe, Bas-Lieu, Étrœungt, Flaumont-Waudrechies és Haut-Lieu községekkel határos.

## Népesség
A település népességének változása:
| Lakosok száma | 2494 | 2503 | 2528 | 2495 | 2433 | 2371 | 2309 | 2280 | 2254 |
|               | 2013 | 2015 | 2016 | 2017 | 2018 | 2019 | 2020 | 2021 | 2022 |